# Hal Smith
Harold John (Hal) Smith (Petoskey (Michigan), 24 augustus 1916 – Santa Monica (Californië), 28 januari 1994) was een Amerikaans (stem)acteur. Hij is onder meer bekend van het werk dat hij verrichtte voor The Walt Disney Company.

## Biografie
Hal Smith werd geboren in 1916 in Michigan. Voordat hij acteur werd, was Smith al dj voor WIBX Radio in Utah. Tijdens de Tweede Wereldoorlog diende hij bij de commando's van het Amerikaanse leger.
Smith was getrouwd met Louise Smith. Zij overleed in 1992. Twee jaar later overleed hij zelf, toen hij een hartstilstand kreeg tijdens het beluisteren van een radio-uitzending. 

## Carrière
Smith debuteerde in de film Stars over Texas als Peddler Tucker. Bekendheid zou hij echter vergaren met zijn rollen als Otis Campbell in De Andy Griffith Show en Uil in Het Grote Verhaal van Winnie de Poeh, Winnie the Pooh discovers the seasons, Welcome to Pooh Corner en The new Adventures of Winnie the Pooh. Andere producties waar hij in zit zijn bijvoorbeeld I married Joan, The Donna Reed Show en  Disney Read Along, een serie boeken met bijbehorende platen waarop de verhaaltjes werden voorgelezen. 
Behalve zijn film- en televisiewerk was Smith een veelgevraagd reclameacteur, die verscheen in tal van commercials. Bedrijven waar hij spotjes voor maakte, zijn bijvoorbeeld 3 Musketeers, Kellogg Company, Coca-Cola en Pizza Hut. 

## Winnie de Poeh
Hal Smith heeft niet alleen Uil gespeeld in Winnie de Poeh. In de Disney Read Along-boeken leende hij eveneens zijn stem aan Konijn. In Winnie the Pooh discovers the seasons sprak Smith de stem van Poeh ook in, als opvolger van Sterling Holloway.